# 2023년 북서태평양 열대저압부
이 문서에서는 2023년에 발생하는 열대저압부들의 활동에 대해 기록하고있다.
| 이전 2022년 | 열대저압부 정보 2023년 | 다음 2024년 |

## 발달한 열대저압부

### 제1호 태풍 상우
2023년 제1호 태풍 상우(SANVU)는 4월 20일 15시에 중심기압 1002hPa, 최대풍속 18m/s, 강풍 반경 165km의 열대폭풍으로 미국 괌 동남동쪽 약 1,410km 부근 해상에서 발생하였다.(일본 기상청 태풍정보 속보치 기준) 발생 이후 서북서~거의 정체하면서 발달하였고, 4월 21일 15시에 미국 괌 동남동쪽 약 1,270km 부근 해상에서 중심기압 998hPa, 최대풍속 23m/s의 열대폭풍으로 최성기를 맞이하였다. 최성기 이후 강한 연직시어로 인해 거의 정체 및 서진하면서 급약화되어서, 일본 기상청 기준으로는 4월 22일 21시에 미국 괌 동남동쪽 약 1,150km 부근 해상에서 중심기압 1004hPa의 열대저압부로 소멸하였다고 발표하였다. 상우는 마카오에서 제출한 이름으로 산호를 의미한다.

### 제2호 태풍 마와르
2023년 제2호 태풍 마와르(MAWAR)는 5월 20일 15시에 중심기압 1000hPa, 최대풍속 18m/s, 강풍 반경 440km의 열대폭풍으로 미국 괌 남남동쪽 약 890km 부근 해상에서 발생하였다.(일본 기상청 태풍정보 속보치 기준) 발생 이후 북서~서북서진하며 최성기 직전인 5월 24일에 중심기압 940hPa, 최대풍속 49m/s의 세력(일본 기상청 태풍정보 속보치 기준)으로 미국 괌 북쪽 해상을 통과한 뒤에 약한 윈드시어와 높은 수온으로 인해 급발달하였고, 5월 26일 9시에 미국 괌 서북서쪽 약 630km 부근 해상에서 중심기압 905hPa, 최대풍속 59m/s의 '맹렬한' 태풍으로 최성기를 맞이하였다. 최성기 이후 서진하며 필리핀 동쪽 해상까지 진출한 이후에는 거의 정체를 하게 되면서 서서히 약화되었고, 북위 21도에서 북동진으로 전향을 하였다. 전향 이후에는 낮은 수온으로 인해 약화되었고, 중심기압 975hPa, 최대풍속 26m/s의 세력(일본 기상청 태풍정보 속보치 기준)으로 6월 2일 새벽에 일본 오키나와 나하시를 통과하였다. 일본 오키나와 통과 이후에는 빠르게 북동~동북동진하면서 장마전선에 흡수되어가며 온대저기압화가 진행되었고, 한국 기상청 기준으로는 6월 3일 9시에 일본 도쿄 남남서쪽 약 570km 부근 해상에서 중심기압 990hPa의 온대저기압으로 변질되었다고 발표하였다. 일본 기상청 기준으로는 6월 3일 15시에 일본 도쿄 남서쪽 약 426km 부근 해상에서 중심기압 988hPa의 온대저기압으로 변질되었다고 발표하였다. 마와르는 말레이시아에서 제출한 이름으로 장미를 의미한다.

### 제3호 태풍 구촐
2023년 제3호 태풍 구촐(GUCHOL)은 6월 6일 21시에 중심기압 1002hPa, 최대풍속 18m/s, 강풍 반경 440km(동쪽 반경)의 열대폭풍으로 필리핀 마닐라 동쪽 약 1,490km 부근 해상에서 발생하였다.(일본 기상청 태풍정보 속보치 기준) 발생 이후 북북서~북진하며 발달하였고, 6월 10일 3시에 일본 오키나와 남남동쪽 약 920km 부근 해상에서 중심기압 970hPa, 최대풍속 39m/s의 '강한' 태풍으로 최성기를 맞이하였다. 최성기 때부터 북동진으로 전향한 뒤 빠르게 북동~북북동진하면서 온대저기압화가 진행되었고, 6월 13일 3시에 일본 도쿄 남남동쪽 약 450km 부근 해상에서 중심기압 990hPa의 온대저기압으로 변질되었다고 발표하였다. 구촐은 미크로네시아 연방에서 제출한 태풍의 이름으로, 야프어로 강황을 의미한다.

### 제4호 태풍 탈림
2023년 제4호 태풍 탈림(TALIM)은 7월 15일 15시에 중심기압 994hPa, 최대풍속 18m/s, 강풍 반경 330km의 열대폭풍으로 중국 홍콩 남동쪽 약 550km 부근 해상(남중국해)에서 발생하였다.(일본 기상청 태풍정보 속보치 기준) 발생 이후 서북서진하면서 발달하였고, 7월 17일 15시에 중국 홍콩 남서쪽 약 260km 부근 해상(남중국해)에서 중심기압 970hPa, 최대풍속 31m/s의 강한 열대폭풍으로 최성기를 맞이하였다. 최성기 이후 중국 레이저우반도를 관통한 뒤 통킹만을 지나서 7월 18일 6시에 중심기압 975hPa, 최대풍속 28m/s의 세력으로 중국 광시 좡족 자치구 베이하이 시에 상륙하였다. 중국 상륙 이후 육상마찰로 인해 급약화되어서, 7월 18일 21시에 베트남 하노이 북북동쪽 약 170km 부근 육상에서 중심기압 996hPa의 열대저압부로 소멸하였다고 발표하였다. 탈림은 필리핀에서 제출한 이름으로 가장자리를 의미한다.

### 제5호 태풍 독수리
2023년 제5호 태풍 독수리(DOKSURI)는 7월 21일 9시에 중심기압 1002hPa, 최대풍속 18m/s, 강풍 반경 440km(북동쪽 반경)의 열대폭풍으로 필리핀 마닐라 동쪽 약 1,300km 부근 해상에서 발생하였다.(일본 기상청 태풍정보 속보치 기준) 발생 이후 서북서~서진하며 발달하였고, 7월 26일 3시에 필리핀 마닐라 북쪽 약 490km 부근 해상(루손 해협)에서 중심기압 925hPa, 최대풍속 51m/s의 '매우 강한' 태풍으로 최성기를 맞이하였다. 최성기 이후 북서~북북서진하며 남중국해에서 중국을 향해 이동하였고, 7월 28일 12시에 중심기압 955hPa, 최대풍속 41m/s의 세력으로 중국 푸젠 성 취안저우 시에 상륙하였다. 중국 상륙 이후 육상마찰로 인해 급약화되어서, 7월 29일 9시에 중국 상하이 서쪽 약 570km 부근 육상에서 중심기압 998hPa의 열대저압부로 소멸하였다고 발표하였다. 독수리는 대한민국에서 제출한 이름으로 독수리를 의미한다.

### 제6호 태풍 카눈
2023년 제6호 태풍 카눈(KHANUN)은 7월 28일 3시에 중심기압 1000hPa, 최대풍속 18m/s, 강풍 반경 440km의 열대폭풍으로 미국 괌 서쪽 약 730km 부근 해상에서 발생하였다.(일본 기상청 태풍정보 속보치 기준) 발생 이후 서북서~북북서진하며 발달하였고, 8월 1일 15시에 일본 오키나와 남남동쪽 약 190km 부근 해상에서 중심기압 930hPa, 최대풍속 49m/s의 '매우 강한' 태풍으로 최성기를 맞이하였다. 최성기 이후 동중국해에서 동북동 및 거의 정체하면서 해수 뒤섞임 현상으로 인해 많이 약화된 상태로 8월 8일에 북북서진으로 전향하였다. 북북서진으로 전향한 이후 느리게 북북서~북진하면서 한반도로 접근하였고, 8월 10일 9시 20분에 중심기압 980hPa, 최대풍속 23m/s의 세력으로 대한민국 경상남도 거제시에 상륙하였다. 한반도 관통 이후 육상마찰로 인해 약화되어서, 일본 기상청 기준으로는 8월 11일 3시에 대한민국 인천광역시 강화도 북동쪽 약 146km 부근 육상(조선민주주의인민공화국 황해북도 곡산군)에서 중심기압 994hPa의 열대저압부로 소멸하였다고 발표하였다. 한국 기상청 기준으로는 8월 11일 6시에 조선민주주의인민공화국 평양시 남동쪽 약 80km 부근 육상에서 중심기압 996hPa의 열대저압부로 약화되었다고 발표하였다. 태풍 카눈의 영향으로 2023년 8월 10일 대한민국 강원특별자치도 속초시의 일강수량이 368.7mm를 기록하였다. 2023년 10월 27일에 발표된 일본 기상청의 2023년 제6호 태풍 카눈(KHANUN)의 사후해석에서 8월 10일 9시에 중심기압 980hPa, 최대풍속 23m/s의 세력으로 대한민국 경상남도 거제시를 스치고 지나 한반도에 상륙한 뒤 8월 10일 15시에 대한민국 경상북도 상주시 이안면에서 중심기압 986hPa의 온대저기압으로 변질된 것으로 수정되었다. 속보치의 수명보다 짧아졌고 한반도 관통 진로는 취소되었다. 카눈은 태국에서 제출한 이름으로 열대 과일의 한 종류이다.

### 제7호 태풍 란
2023년 제7호 태풍 란(LAN)은 8월 8일 3시에 중심기압 1000hPa, 최대풍속 18m/s, 강풍 반경 390km(동쪽 반경)의 열대폭풍으로 일본 도쿄 남동쪽 약 1,500km 부근 해상에서 발생하였다.(일본 기상청 태풍정보 속보치 기준) 발생 이후 북북서~북진하며 발달하였고, 8월 11일 9시에 일본 도쿄 남남동쪽 약 1,030km 부근 해상에서 중심기압 940hPa, 최대풍속 46m/s의 '매우 강한' 태풍으로 최성기를 맞이하였다. 최성기 이후 북서진하면서 강한 연직시어와 일본 남쪽 해상에 있는 냉수대로 인해 많이 약화된 상태로 8월 15일 5시에 중심기압 975hPa, 최대풍속 31m/s의 세력으로 일본 와카야마현 시오미사키 부근 육상에 상륙하였다. 일본을 관통한 뒤에 동해상에 진출한 이후 북~북북동진하면서 온대저기압화가 진행되었고, 8월 17일 15시에 일본 삿포로 북서쪽 약 270km 부근 해상(동해)에서 중심기압 990hPa의 온대저기압으로 변질되었다. 란은 미국에서 제출한 이름으로 마셜 군도 원주민 언어로 폭풍을 의미한다.

### 제8호 태풍 도라 (제4호 메이저 허리케인 도라)
2023년 제8호 태풍 도라(DORA)는 8월 1일 15시에 중심기압 1006hPa, 최대풍속 18m/s(1분 평균 풍속)의 열대폭풍으로 멕시코 콜리마주 만사니요 (콜리마주) 남서쪽 약 445km 부근 해상에서 발생하였다. 발생 후 서진을 계속하며 발달하였고, 8월 6일 9시에 미국 하와이 빅 아일랜드 South Point 동남동쪽 약 1,970km 부근 해상에서 중심기압 942hPa, 최대풍속 64m/s(1분 평균 풍속)의 4등급 허리케인의 세력으로 1차 최성기를 맞이하였고, 중태평양 진입 뒤 다시 발달해서 8월 10일 9시에 미국 존스턴 환초 남남동쪽 약 570km 부근 해상에서 중심기압 946hPa, 최대풍속 64m/s(1분 평균 풍속)의 4등급 메이저 허리케인으로 2차 최성기를 맞이하였다. 2차 최성기 이후 서경 170도부터는 서진하다가 서북서진하는 것으로 이동 방향을 바꾸었다. 그리고 날짜변경선이 다가오면서 강한 연직시어로 인해 서서히 약화되어서 8월 12일 3시에는 미국 미드웨이 섬 남쪽 약 1,445km 부근 해상에서 중심기압 968hPa, 최대풍속 49m/s(1분 평균 풍속)의 허리케인의 상태로 날짜변경선을 통과하였고, 8월 12일 9시에 중심기압 975hPa, 최대풍속 41m/s, 강풍 반경 220km(북쪽 반경), 크기 '소형'의 태풍으로 미국 괌 동쪽 약 3,800km 부근 해상에서 태풍으로 인정되었다.(일본 기상청 태풍정보 속보치 기준) 태풍으로 인정된 이후 서북서~서진하면서 강한 연직시어로 인해 서서히 약화가 진행되었고, 8월 15일 15시에 미국 괌 동북동쪽 약 2,580km 부근 해상에서 중심기압 1006hPa의 열대저압부로 소멸하였다고 발표하였다.(한국 기상청 기준으로는 중심기압 1004hPa의 열대저압부로 소멸하였다고 발표하였다.) 도라는 북동태평양의 허리케인이 이동한 것으로 여자 이름이다.

### 제9호 태풍 사올라
2023년 제9호 태풍 사올라(SAOLA)는 8월 24일 15시에 중심기압 1002hPa, 최대풍속 18m/s, 강풍 반경 280km의 열대폭풍으로 필리핀 마닐라 북북동쪽 약 740km 부근 해상에서 발생하였다.(일본 기상청 태풍정보 속보치 기준) 발생 이후 북북서~남남서진하면서 필리핀 동쪽 해상의 수온이 높아 급발달한 이후에는 지향류가 없어서 거의 정체 및 남남동진하며 해수 뒤섞임 현상으로 인해 일시적으로 약화되었다가 루손 해협을 통과하면서 약한 윈드시어와 높은 수온으로 인해 급발달하였고, 8월 30일 9시에 대만 타이베이 남쪽 약 550km 부근 해상(루손 해협)에서 중심기압 920hPa, 최대풍속 54m/s의 '맹렬한' 태풍으로 최성기를 맞이하였다. 최성기 세력을 유지하면서 남중국해로 진출하였다. 최성기 이후에는 남중국해에서 서북서진하면서 육상마찰과 건조 공기로 인해 서서히 약화되었다. 9월 2일 0시에 중심기압 955hPa, 최대풍속 44m/s의 세력으로 중국 홍콩 남쪽 해상을 통과한 뒤, 9월 2일 6시에 중심기압 975hPa, 최대풍속 36m/s의 세력으로 중국 광둥 성 장먼 시에 상륙하였다. 중국 광둥 성 상륙 이후 육상마찰로 인해 급약화되었고, 9월 3일 3시에 중국 잔장 북북동쪽 약 110km 부근 육상에서 중심기압 998hPa의 열대저압부로 소멸하였다고 발표하였다. 2021년 제22호 태풍 라이(RAI)에 뒤이은 2023년 제9호 태풍 사올라(SAOLA)의 남중국해 10분 평균 풍속 2번째 Violent(맹렬) 등급 달성은 2023년 11월 27일에 발표된 일본 기상청의 2023년 제9호 태풍 사올라(SAOLA)의 사후해석에서 최종적으로 확정되었다. 사올라는 베트남에서 제출한 이름으로 동물 사올라를 의미한다.

### 제10호 태풍 담레이
2023년 제10호 태풍 담레이(DAMREY)는 8월 25일 3시에 중심기압 998hPa, 최대풍속 18m/s, 강풍 반경 440km(북동쪽 반경)의 열대폭풍으로 미국 괌 동북동쪽 약 890km 부근 해상에서 발생하였다.(일본 기상청 태풍정보 속보치 기준) 발생 이후 북북서~북진하면서 발달하였고, 북위 39도에서 북동진으로 전향한 뒤에 온대저기압화 진행 과정에서 8월 29일 3시에 일본 삿포로 동남동쪽 약 720km 부근 해상에서 중심기압 985hPa, 최대풍속 26m/s의 강한 열대폭풍으로 최성기를 맞이하였다. 최성기 이후 동북동~동진하면서 온대저기압화가 진행되었고, 8월 29일 15시에 일본 삿포로 동쪽 약 1,230km 부근 해상에서 중심기압 992hPa의 온대저기압으로 변질되었다고 발표하였다.(한국 기상청 기준으로는 중심기압 990hPa의 온대저기압으로 변질되었다고 발표하였다.) 담레이는 캄보디아에서 제출한 태풍의 이름으로, 크메르어로 코끼리를 의미한다.

### 제11호 태풍 하이쿠이
2023년 제11호 태풍 하이쿠이(HAIKUI)는 8월 28일 9시에 중심기압 996hPa, 최대풍속 18m/s, 강풍 반경 220km의 열대폭풍으로 미국 괌 북북서쪽 약 570km 부근 해상에서 발생하였다.(일본 기상청 태풍정보 속보치 기준) 발생 이후 서~서북서진하며 발달하였고, 9월 3일 9시에 대만 타이베이 남남동쪽 약 300km 부근 해상에서 중심기압 955hPa, 최대풍속 44m/s의 '매우 강한' 태풍으로 최성기를 맞이하였다. 최성기 세력으로  9월 3일 15시에 대만에 상륙한 이후에는 급약화되어서, 9월 5일 9시에 중국 산터우 북동쪽 약 20km 부근 육상에서 중심기압 1000hPa의 열대저압부로 소멸하였다고 발표하였다.(한국 기상청 기준으로는 중심기압 998hPa의 열대저압부로 소멸하였다고 발표하였다.) 하이쿠이는 중국에서 제출한 태풍의 이름으로 말미잘을 의미한다.

### 제12호 태풍 기러기
2023년 제12호 태풍 기러기(KIROGI)는 8월 30일 21시에 중심기압 1000hPa, 최대풍속 18m/s, 강풍 반경 220km의 열대폭풍으로 미국 괌 동쪽 약 1,030km 부근 해상에서 발생하였다.(일본 기상청 태풍정보 속보치 기준) 발생 이후 북북서~북진하면서 발달하였고, 8월 31일 15시에 미국 괌 동북동쪽 약 1,070km 부근 해상에서 중심기압 992hPa, 최대풍속 26m/s의 강한 열대폭풍으로 최성기를 맞이하였다. 최성기 이후 서북서~북북서진하면서 강한 연직시어로 인해 급약화되었고, 9월 3일 15시에 일본 도쿄 남쪽 약 620km 부근 해상에서 중심기압 1000hPa의 열대저압부로 소멸하였다고 발표하였다. 기러기는 북한에서 제출한 태풍의 이름으로 기러기를 의미한다.

### 제13호 태풍 윈욍
2023년 제13호 태풍 윈욍(YUN-YEUNG) 은 9월 5일 21시에 중심기압 1000hPa, 최대풍속 18m/s, 강풍 반경 330km(남동쪽 반경)의 열대폭풍으로 일본 오키나와 남동쪽 약 600km 부근 해상에서 발생하였다.(일본 기상청 태풍정보 속보치 기준) 발생 이후 북~북북동진하면서 발달하였고, 9월 8일 9시에 일본 도쿄 남서쪽 약 370km 부근 해상에서 중심기압 996hPa, 최대풍속 23m/s의 열대폭풍으로 최성기를 맞이하였다. 최성기 이후 북동진하면서 강한 연직시어로 인해 급약화되었고, 9월 8일 21시에 일본 도쿄 남서쪽 약 310km 부근 해상에서 중심기압 1004hPa의 열대저압부로 소멸하였다고 발표하였다.(한국 기상청 기준으로는 중심기압 1002hPa의 열대저압부로 소멸하였다고 발표하였다.) 윈욍은 홍콩에서 제출한 이름으로 원앙을 의미한다.

### 제14호 태풍 고이누
2023년 제14호 태풍 고이누(KOINU)는 9월 30일 3시에 중심기압 1000hPa, 최대풍속 18m/s, 강풍 반경 330km(남서쪽 반경)의 열대폭풍으로 필리핀 마닐라 동쪽 약 1,220km 부근 해상에서 발생하였다.(일본 기상청 태풍정보 속보치 기준) 발생 이후 북서~서북서진하며 발달하였고, 10월 4일 15시에 대만 타이베이 남남동쪽 약 350km 부근 해상에서 중심기압 940hPa, 최대풍속 46m/s의 '매우 강한' 태풍으로 최성기를 맞이하였다. 그리고 10월 5일 0시에 최성기 세력으로 대만의 란위 섬을 통과한 뒤, 10월 5일 9시에 중심기압 960hPa, 최대풍속 41m/s의 세력으로 대만 핑둥현 만저우향(滿州鄉)에 상륙하였다. 대만 관통 이후 서~서남서진하면서 남중국해에 진출한 뒤 해양 환경이 좋아져서 급발달하였고, 10월 7일 3시에 중국 홍콩 동남동쪽 약 210km 부근 해상(남중국해)에서 중심기압 955hPa, 최대풍속 44m/s의 '매우 강한' 태풍으로 다시 발달하였다. 남중국해에서 다시 발달한 뒤에는 거의 정체 및 서북서진하면서 해수 뒤섞임 현상과 한기 남하로 인해 급약화되었고, 10월 9일 21시에 중국 홍콩 남서쪽 약 160km 부근 해상(남중국해)에서 중심기압 1008hPa의 열대저압부로 소멸하였다고 발표하였다.(한국 기상청 기준으로는 중심기압 1004hPa의 열대저압부로 소멸하였다고 발표하였다.) 태풍 고이누가 최성기 세력으로 대만의 란위 섬을 통과할 때 공식적인 기록으로 순간최대풍속 95.2m/s가 기록되면서 120년 대만 기상 관측 이래 가장 강한 순간최대풍속을 기록했다. 고이누는 일본에서 제출한 이름으로 강아지 그리고 별자리 중 작은개자리를 의미한다. 

### 제15호 태풍 볼라벤
2023년 제15호 태풍 볼라벤(BOLAVEN)은 10월 7일 15시에 중심기압 1000hPa, 최대풍속 18m/s, 강풍 반경 150km의 열대폭풍으로 미국 괌 동남동쪽 약 1,070km 부근 해상에서 발생하였다.(일본 기상청 태풍정보 속보치 기준) 발생 이후 서북서~북북서진하며 약한 연직시어와 높은 수온으로 인해 급발달하였고, 10월 11일 21시에 미국 괌 북북서쪽 약 630km 부근 해상에서 중심기압 900hPa, 최대풍속 59m/s의 '맹렬한' 태풍으로 최성기를 맞이하였다. 최성기 세력을 유지하면서 10월 12일에 북위 21도에서 북북동진으로 전향하였고, 전향한 이후에는 건조 공기와 강한 연직시어로 인해 서서히 약화 및 온대저기압화가 진행되었다. 한국 기상청 기준으로는 10월 14일 15시에 일본 센다이 동쪽 약 1,700km 부근 해상에서 중심기압 965hPa의 온대저기압으로 변질되었다고 발표하였다. 일본 기상청 기준으로는 10월 14일 21시에 일본 센다이 북동쪽 약 1,997km 부근 해상에서 중심기압 950hPa의 온대저기압으로 변질되었다고 발표하였다. 2024년 1월 10일에 발표된 일본 기상청의 2023년 제15호 태풍 볼라벤(BOLAVEN)의 사후해석에서 10월 11일 21시에 중심기압 905hPa, 최대풍속 59m/s의 세력으로 중심기압이 905hPa로 다소 상승한 것으로 분석되면서 최성기 세력이 하향되었다. 이로서 2023년 태풍 시즌의 가장 강력한 태풍은 2023년 제2호 태풍 마와르로 확정되었다. 볼라벤은 라오스에서 제출한 이름으로 라오스에 있는 고원의 이름이다.

### 제16호 태풍 산바
2023년 제16호 태풍 산바(SANBA)는 10월 18일 15시에 중심기압 1002hPa, 최대풍속 18m/s, 강풍 반경 280km의 열대폭풍으로 베트남 다낭 북북동쪽 약 180km 부근 해상에서 발생하였다.(일본 기상청 태풍정보 속보치 기준) 발생 이후 통킹만에서 북~북북동진하면서 발달하였고, 10월 19일 21시에 중국 잔장 서쪽 약 110km 부근 해상(통킹만)에서 중심기압 1000hPa, 최대풍속 21m/s의 열대폭풍으로 최성기를 맞이하였다. 최성기 이후 북북동진하면서 10월 20일 9시에 중심기압 1004hPa, 최대풍속 18m/s의 세력으로 중국 광둥성 잔장시에 상륙한 뒤 남진하면서 육상마찰로 인해 약화되었고, 10월 20일 21시에 중국 잔장 남서쪽 약 90km 부근 해상에서 중심기압 1012hPa의 열대저압부로 소멸하였다고 발표하였다.(한국 기상청 기준으로는 중심기압 1006hPa의 열대저압부로 소멸하였다고 발표하였다.) 산바는 마카오에서 제출한 이름으로 지명의 이름이다.

### 제17호 태풍 즐라왓
2023년 제17호 태풍 즐라왓(JELAWAT)은 12월 17일 9시에 중심기압 1002hPa, 최대풍속 18m/s, 강풍 반경 440km(북서쪽 반경)의 열대폭풍으로 필리핀 세부 동남동쪽 약 660km 부근 해상에서 발생하였다.(일본 기상청 태풍정보 속보치 기준) 발생 이후 서진하면서 발달하였고, 12월 17일 21시에 필리핀 세부 동남동쪽 약 550km 부근 해상에서 중심기압 1002hPa, 최대풍속 21m/s의 열대폭풍으로 최성기를 맞이하였다. 최성기 이후 계속 서진하면서 강한 연직시어로 인해 약화되었고, 12월 18일 9시에 필리핀 세부 남동쪽 약 390km 부근 해상에서 중심기압 1008hPa의 열대저압부로 소멸하였다고 발표하였다.(한국 기상청 기준으로는 중심기압 1006hPa의 열대저압부로 소멸하였다고 발표하였다.) 2024년 1월 29일에 발표된 일본 기상청의 2023년 제17호 태풍 즐라왓(JELAWAT)의 사후해석에서 12월 17일 21시에 JMA 기준 중심기압 1002hPa, 최대풍속 18m/s의 세력으로 최성기 세력이 하향되었다. 즐라왓은 말레이시아에서 제출한 이름으로 잉어과의 민물고기이다.

## 같이 보기
- 2023년 태풍
- 2023년 북인도양 사이클론
- 2023년 북대서양 허리케인
- 2023년 동태평양 허리케인